# Le Clapper

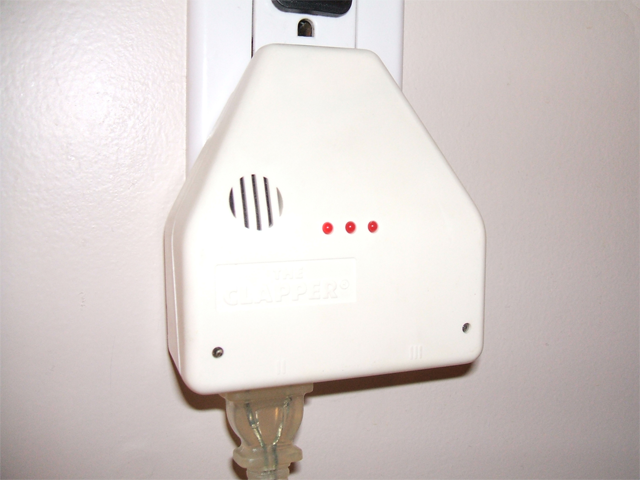
Un Clapper

Le Clapper est un interrupteur électrique activé par le son, vendu depuis 1984 par Joseph Enterprises, Inc., basé à San Francisco, en Californie. Robert E. Clapper, père et Richard J. Pirong ont commercialisé le clapper avec le slogan « Clap On! Clap Off! The Clapper! ».

## Principe
Le Clapper se branche sur une prise électrique de type U.S. et permet de contrôler jusqu'à deux appareils branchés sur le Clapper. Un modèle amélioré, connu sous le nom de Clapper Plus, comprend une fonction de télécommande en plus de l'activation sonore d'origine.
L'appareil original existe uniquement pour les prises de type A et n'est commercialisé officiellement qu'aux États-Unis.

## Déclenchement par inadvertance
Bien qu'il soit censé s'activer par le clapping, Le Clapper peut être déclenché par inadvertance par d'autres bruits, tels que tousser, un chien qui aboie, une armoire ou une porte qui se ferme, rire, hurler, des coups, des rapports sexuels, frapper à une porte ou un mur, d'autres sons aigus ou des bruits de téléviseurs et d'enceintes.

## Brevet
Le Clapper a été inventé par Carlile R. Stevens et Dale E. Reamer, et a délivré le brevet américain n° 5493618, qui a été publié le 20 février 1996.

### Lecture supplémentaire
- Kauffman, Matthew, « Thumbs Down For The Clapper », Hartford Courant,‎ 6 février 2005 (lire en ligne, consulté le 24 décembre 2013)